# فاناير
فانار (بالفرنسية: Vannaire)‏ هي بلدية تقع في فرنسا في Canton of Châtillon-sur-Seine. يقدر عدد سكانها بـ 67 نسمة ومساحتها 3.5 كم2 وترتفع عن سطح البحر 210 متر.